# Física de dos fotons

Un diagrama de Feynman (diagrama de caixa) per a la dispersió foton-fotó: un fotó es dispersa a partir de les fluctuacions transitòries de càrrega de buit de l'altre.

La física de dos fotons, també anomenada física gamma-gamma, és una branca de la física de partícules que descriu les interaccions entre dos fotons. Normalment, els raigs de llum passen entre si sense pertorbar-se. Dins d'un material òptic, i si la intensitat dels feixos és prou alta, els feixos poden afectar-se mútuament mitjançant una varietat d'efectes no lineals. En el buit pur, també existeix una dèbil dispersió de la llum per part de la llum. També, per sobre d'algun llindar d'aquesta energia del centre de massa del sistema dels dos fotons, es pot crear matèria.

## Astronomia

### Raigs gamma cosmològics/intergalàctics
Les interaccions fotó-fotó limiten l'espectre de fotons de raigs gamma observats a distàncies cosmològiques moderades a una energia fotònica per sota d'uns 20 GeV, és a dir, a una longitud d'ona superior a aproximadament 6,2×10−11 m. Aquest límit arriba fins a uns 20 TeV a distàncies merament intergalàctiques. Una analogia seria la llum que viatja a través d'una boira: a distàncies properes una font de llum és més clarament visible que a llargues distàncies a causa de la dispersió de la llum per partícules de boira. De la mateixa manera, com més viatja un raig gamma a través de l'univers, més probable és que es dispersi per una interacció amb un fotó de baixa energia de la llum de fons extragalàctica.
A aquestes energies i distàncies, els fotons de raigs gamma d'energia molt alta tenen una probabilitat significativa d'una interacció fotó-fotó amb un fotó de fons de baixa energia de la llum de fons extragalàctica que resulta en la creació de parells partícula-antipartícula mitjançant la producció directa de parells o (amb menys freqüència) per esdeveniments de dispersió fotons-fotons que redueixen les energies fotons incidents. Això fa que l'univers sigui efectivament opac a fotons d'energia molt alta a distàncies intergalàctiques i cosmològiques.

### Processos

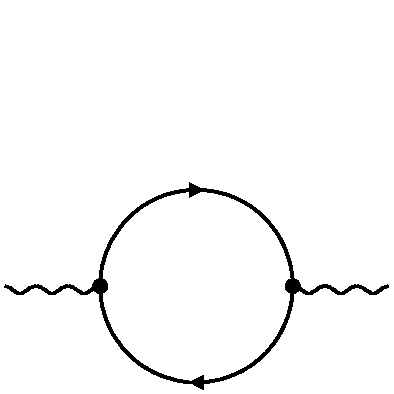
El fotó fluctua en un parell fermió-antifermió.

A partir de l'electrodinàmica quàntica es pot trobar que els fotons no poden acoblar-se directament entre si i un camp fermiònic segons el teorema de Landau-Yang ja que no porten càrrega i no existeix cap vèrtex de 2 fermions + 2 bosons a causa dels requisits de renormalització, però poden interactuar mitjançant processos d'ordre superior o acoblar-se directament entre si en un vèrtex amb dos bosons W addicionals: un fotó pot, dins dels límits del principi d'incertesa, fluctuar en un parell de fermió-antifermió carregat virtualment, a qualsevol dels quals. l'altre fotó es pot acoblar. Aquest parell de fermions poden ser leptons o quarks. Així, els experiments de física de dos fotons es poden utilitzar com a maneres d'estudiar l'estructura del fotó o, de manera una mica metafòrica, el que hi ha "dins" del fotó.
Hi ha tres processos d'interacció:

Creació d'un parell fermió-antifermió mitjançant la interacció directa de dos fotons. Aquests dibuixos són diagrames de Feynman.

- Directe o puntual: el fotó s'acobla directament a un quark dins del fotó objectiu. Si es crea un parell leptó-antileptó, aquest procés només implica electrodinàmica quàntica (QED), però si es crea un parell quark -antiquark, implica tant QED com cromodinàmica quàntica pertorbativa (QCD).

El contingut intrínsec de quarks del fotó es descriu per la funció d'estructura del fotó, analitzada experimentalment en la dispersió electron-fotó profundament inelàstica.
- Solament resolt: el parell de quarks del fotó objectiu forma un mesó vectorial. El fotó de sondeig s'acobla a un constituent d'aquest mesó.
- Doble resolució: tant el fotó objectiu com la sonda han format un mesó vectorial. Això dona lloc a una interacció entre dos hadrons.

Per als dos últims casos, l'escala de la interacció és tal que la constant d'acoblament fort és gran. Això s'anomena dominància del mesó vectorial (VMD) i s'ha de modelar en QCD no perturbador.